# Романычев, Александр Дмитриевич
Александр Дмитриевич Романычев (18 сентября 1919, Русские Горенки, Горенское сельское поселение — 21 августа 1989, Ленинград) — российский советский живописец, график и педагог, Народный художник РСФСР, профессор Ленинградского института живописи, скульптуры и архитектуры имени И. Е. Репина, член Ленинградского Союза художников.

## Биография
Родился 18 сентября 1919 года в деревне Русские Горенки Симбирской губернии. В 1937—1938 годах занимался в Ростовском-на-Дону художественном училище имени М. Грекова. В 1939 был призван в Красную Армию. Участник Великой Отечественной войны. После окончания Военно-морского авиационного училища служил военно-морским лётчиком.
После демобилизации вернулся к учёбе в Ростовском училище, которое окончил в 1948 году. В том же году поступил на живописный факультет Ленинградского института живописи, скульптуры и архитектуры имени И. Е. Репина, который окончил в 1954 году по мастерской Михаила Авилова и Юрия Непринцева с присвоением квалификации художника живописи. Дипломная работа — картина «Приезд 25-тысячника в деревню».
В 1954—1957 годах учился в аспирантуре института. С 1955 преподавал в Ленинградском институте живописи, скульптуры и архитектуры имени И. Е. Репина. С 1954 года участвовал в выставках, писал портреты, жанровые композиции, пейзажи. В 1956 году был принят в члены Ленинградского Союза художников. Среди наиболее известных произведений, созданных художником, картины «Хлеборобы», «Лида Баранова» (обе 1957), «На мирной земле» (1960), «Холодный день» (1962), «Село возрождается», «Отчий дом» (1964), «Солдаты» (1967), «Портрет художника В. Токарева» (1971), «Портрет художника Ю. Непринцева», «Утро» (обе 1972), «Портрет художника Ю. Непринцева» (1972), «Комсомольский субботник», «Пушкин» (обе 1975), «Портрет С. С. Витченко» (1976), «Рассвет», «Отец и мать. 1918 год» (обе 1977), «Два бойца», «Старая яблоня» (обе 1978), «Мои однополчане», «Крыльцо» (обе 1980), «Девятое мая» (1982).
В 1960—1980 годах Романычев подолгу жил и работал «на Академичке». Здесь им собирался этюдный материал ко многим картинам, а иногда задумывались и сами произведения. Эта работа происходила преимущественно в окрестностях деревни Кишарино, где у Романычева был дом, выстроенный художником своими руками.
В 1965 году Александр Романычев был удостоен почётного звания Заслуженный художник РСФСР, в 1980 году — почётного звания Народный художник РСФСР. Был лауреатом объединения «Кировский завод», лауреатом серебряной медали Академии художеств СССР, награждён медалью имени М. Б. Грекова. В 1960—1980 годы совершил творческие поездки в Польшу, Италию, Испанию, Венгрию, Германию, Югославию. Персональная выставка произведений художника в 1986 году прошла в Музее Академии художеств в Ленинграде. В 1989—1992 годах уже после смерти художника его работы с успехом были представлены на выставках и аукционах русской живописи L' Ecole de Leningrad во Франции.
Скончался 21 августа 1989 года в Ленинграде на 70-м году жизни.
Произведения А. Д. Романычева находятся в Государственном Русском музее, в музеях и частных собраниях в России, Италии, Великобритании, Франции, Испании и других странах.

## Выставки
- 1964 год (Ленинград): Ленинград. Зональная выставка.
- 1975 год (Ленинград): Наш современник. Зональная выставка произведений ленинградских художников.
- 1976 год (Москва): Изобразительное искусство Ленинграда.
- 1980 год (Ленинград): Зональная выставка произведений ленинградских художников.
- Февраль 1991 года (Париж): Выставка «Русские художники».